# Dmitri Sergejewitsch Lankin
Dmitri Sergejewitsch Lankin (russisch Дмитрий Сергеевич Ланкин; * 17. April 1997 in Rostow am Don, Südrussland) ist ein russischer Gerätturner.

## Karriere
Bei den Europameisterschaften 2017 in Cluj-Napoca gewann Lankin Silber im Bodenturnen. Bei den Europameisterschaften 2018 in Glasgow wurde er Europameister im Mannschaftsmehrkampf und gewann eine Bronzemedaille im Sprung.
Bei den Weltmeisterschaften 2018 in Doha gewann er eine Silbermedaille im Mannschaftsmehrkampf.
2017 gewann er die russischen Meisterschaften (Sprung, Ringeturnen, Mannschaft).